# Брошин, Валерий Викторович
Вале́рий Ви́кторович Бро́шин (туркм. Waleriý Wiktorowiç Broşin; 19 октября 1962, Ленинград — 5 марта 2009, Москва) — советский, российский и туркменский футболист, полузащитник. Мастер спорта СССР.

## Биография
Начинал заниматься футболом в ленинградской школе «Смена», тренер А. М. Колобов. В 1980 году был взят Юрием Морозовым в «Зенит». Вскоре стал игроком основного состава ленинградцев. В 1984 году выиграл золотые медали чемпионата. Однако далее у него начались нарушения спортивного режима, и Брошин был отчислен Садыриным из состава и дисквалифицирован на 2 года.
Находясь в призывном возрасте, Брошин отправился в войска, но уже в 1986 году был взят в состав ЦСКА, игравшего тогда в первой лиге и возглавляемого Юрием Морозовым. В ЦСКА Брошин остался и тогда, когда в команду пришёл на пост главного тренера Садырин. В 1990 году вернувшийся в высшую лигу ЦСКА завоевал серебряные медали, а на следующий год сделал золотой дубль.
С распадом СССР Брошин, как и многие игроки того поколения, покинул страну. В 1992 году   в Финляндии, выступал за клуб «Куопион Паллосеура». Летом 1992 года Брошин вместе с Геннадием Перепаденко играл за испанский «Бадахос», с которым заключил годовой контракт. В «Бадахосе» был в числе ведущих игроков команды, хотя не имел чёткой позиции на поле — играл как в полузащите, так и в нападении. При этом главный тренер клуба запрещал игроку импровизировать на поле и требовал, чтобы тот полностью исключил индивидуальные действия. В начале 1993 года травмировал мениск, из-за чего пропустил 3 месяца, а в конце сезона в товарищеской игре порвал связки, что также вынудило долго лечиться. Всего в Сегунде провёл 16 игр, забил 3 мяча.
По окончании контракта летом 1993 года отправился в Израиль, на просмотр в клуб «Бней-Иегуда». Однако в первой же контрольной игре порвал мышцу, из-за чего не смог подписать контракт. Вскоре заключил контракт до конца сезона с московским ЦСКА. 2 августа 1993 года дебютировал в чемпионате России в домашней игре против «КАМАЗа». В 1993 году сыграл за ЦСКА 6 игр, забил 2 мяча.
В начале 1994 года отдан в аренду в израильский клуб «Хапоэль» из Кфар-Савы.
В 1994 году Брошин сыграл за ЦСКА 22 матча, забил 3 мяча. В 1995 году он отправился вслед за Садыриным играть за «Зенит» в первую лигу, но не продержался в команде дольше полугода.
В 1996 году не выступал ни за какой клуб. Брошин ездил на просмотр в один из клубов ЮАР и по предварительному соглашению согласился на подписание контракта, но, вернувшись в Россию за трансфером, передумал. В 1997 году получил предложение из Туркменистана играть за ашхабадский «Копетдаг». Через полгода ему оформили туркменское гражданство и поскольку он не был заигран за сборную России, провёл 11 матчей за сборную Туркменистана (в том числе в отборочных играх к ЧМ-98).
В январе 1999 года приезжал на Кубок чемпионов Содружества в составе «Копетдага». В межсезонье 1999 года безуспешно пытался закрепиться в «Анжи», в итоге оказался в ростовском СКА. В 2000 году выступал за любительский клуб «Ника» из Москвы вместе со старыми партнёрами по ЦСКА Валерием Масалитиным и Владимиром Татарчуком. В 2001 году вместе с Сергеем Подпалым возглавил клуб «Гомель» из Белоруссии, одновременно выходя на поле в качестве игрока. Зимой 2002 года заочно окончил Высшую школу тренеров. В 2005—2006 годах был тренером «Ники», к тому времени пробившейся во второй дивизион российского первенства.
Скончался 5 марта 2009 года от рака горла, осталась жена Ольга и две девочки, Анастасия и Александра. Похоронен на Хованском кладбище в Москве (участок № 29Б).

## Карьера в сборных
За сборную СССР провёл три матча, за олимпийскую сборную СССР — 2 матча (отборочные к Олимпийским играм 1988 года). Был в составе сборной СССР на чемпионате мира 1990 года, но не сыграл ни одного матча.
Выступал за сборную Туркменистана в конце 1990-х, участвовал в отборочных играх к ЧМ-98.

## Достижения
Командные
- Чемпион СССР: 1984, 1991
- Обладатель Кубка СССР: 1990/91
- Чемпион Туркменистана: 1997/98
- Обладатель Кубка Туркменистана: 1997

Личные
- В списках 33 лучших футболистов сезона в СССР (3): № 2 — 1984, 1990; № 3 — 1991